# Guilherme Torriani
Guilherme Miguel Torriani (Arujá, 6 de febrero de 1999) es un jugador de balonmano brasileño que juega de extremo izquierdo en el Taubaté Handebol. Es internacional con la selección de balonmano de Brasil.

## Palmarés

### Selección nacional
| Campeonato Sudamericano y Centroamericano | Campeonato Sudamericano y Centroamericano | Campeonato Sudamericano y Centroamericano | Campeonato Sudamericano y Centroamericano |
| Año                                       | Lugar                                     | Medalla                                   |                                           |
| ----------------------------------------- | ----------------------------------------- | ----------------------------------------- | ----------------------------------------- |
| 2022                                      | Brasil                                    | Medalla de oro                            |                                           |
| 2024                                      | Buenos Aires                              | Medalla de oro                            |                                           |

## Clubes
| Club                      | País   | Año         |
| ------------------------- | ------ | ----------- |
| Taubaté Handebol          | Brasil | 2017        |
| Corinthians               | Brasil | 2018 - 2019 |
| Taubaté Handebol          | Brasil | 2020 - 2022 |
| Club Balonmano Granollers | España | 2022 - 2024 |
| Taubaté Handebol          | Brasil | 2024 - Act. |